# Caça à raposa

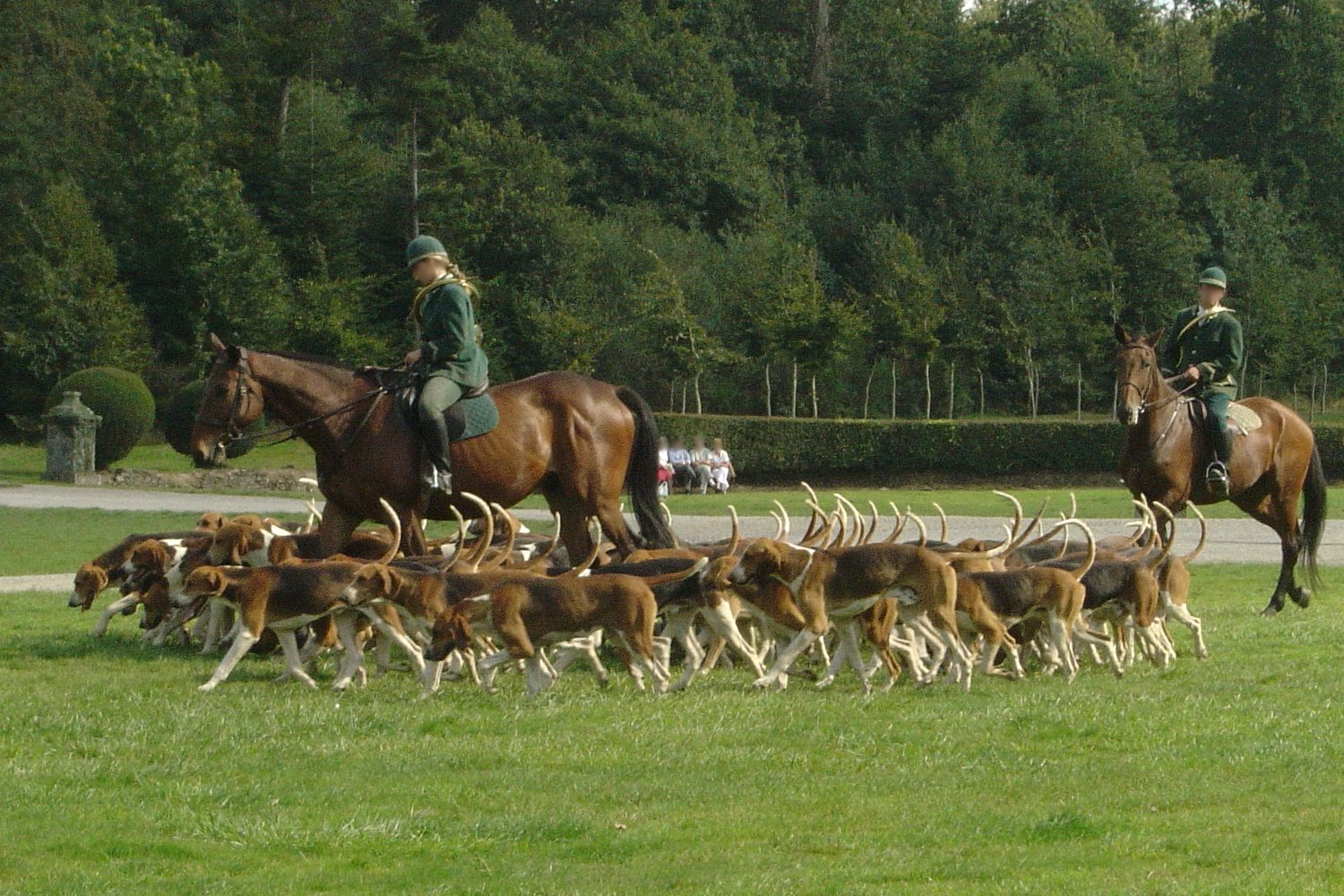
Um típico grupo de caça à raposa

A caça à raposa é uma actividade cinegética que visa a raposa (Vulpes vulpes).
Trata-se de prática com destaque na tradição inglesa que consiste na caça, acompanhada de cavalos e cães, à raposa nos campos ingleses. Tal prática foi proibida pelo Parlamento Britânico por ferir os direitos animais propostos pela UNESCO. A Caça à raposa, considerada uma tradição da Inglaterra, foi proibida em 2005 pelo Parlamento Britânico por violar os direitos dos animais propostos pela UNESCO. Na Escócia, a caça à raposa já havia sido proibida alguns anos antes. Entretanto, a despeito de alguns países proibirem o comércio, muitas raposas e fenecos continuam a ser vendidos na Rússia e nos Estados Unidos como animais de estimação.
Em Portugal é permitida a caça à raposa (Decreto-Lei nº 202/2004) mas tem havido uma contestação popular e iniciativas para a abolição da mesma com uma petição com mais de 17.500 assinaturas entregue na Assembleia da República em 18 de Maio de 2017 e com a audição parlamentar em 2018. Alguns dos argumentos pela abolição é a forma como a caça é permitida: além da batida é possível caçar com uma matilha de até 50 cães ou à paulada, mesmo por adolescentes de 16 anos.